# Chiesa di San Leone in Foromuro
La Chiesa di San Leone in Foromuro si trova nel Centro storico di Salerno. Riceve il suo nome dal fatto che fu fatta all'infuori ("fora") delle medioevali Mura di Salerno ("muro") e dentro il Monastero di San Leone.

## Storia
La chiesa fu creata nel 1087 nella Salerno longobardo-normanna e venne ufficialmente citata nel 1169 dal Papa Leone IX. Questa chiesa faceva parte del Monastero femminile omonimo, esistito fino al 1309 ed ora praticamente scomparso essendo inglobato in altre edificazioni moderne (convento).
La chiesa fu ristrutturata nel 1846 in stile neoclassico con forma rettangolare sormontata da una cupola con lanterna. Ha lesene nella facciata e stucchi decorativi all'interno.
Nel 2024 ha avuto la facciata ridipinta parzialmente in color lilla, ragion per cui ha avuto problemi la sua reinaugrazione nel 2025. Infatti doveva essere ristrutturata ed inaugurata per il "culto alla cappella" nel 2025, ma problemi di pittura non autorizzata l'hanno bloccata momentaneamente.
Attualmente la chiesa fa parte della Parrocchia di S.Lorenzo (Diocesi di Salerno).

## Vedasi anche
- Chiesa di Santa Maria de Lama
- Chiesa di Sant'Andrea de Lavina
- Chiese di Salerno